# Férfi 400 méteres síkfutás a 2023-as atlétikai világbajnokságon
A 2023-as atlétikai világbajnokságon a férfi 400 méteres síkfutás selejtezőfutamait augusztus 20-án, az elődöntők futamait augusztus 22-én, míg a döntőt augusztus 24-én rendezték meg Budapesten, a Nemzeti Atlétikai Központban.
A győzelmet a még csak 21 éves jamaikai Antonio Watson nyerte meg, aki 2017-ben U18-as világbajnoka volt ennek a számnak. Az előző világbajnokságon bronzérmes brit Matthew Hudson-Smith uralta a futam első felét, a célegyenesbe még előnnyel fordult, ám a célhoz közeledve elfáradt, Antonio Watson óriási hajrával fokozatosan utolérte és a célvonalon már ő futott át elsőként. Watson lett az első jamaicai aranyérmes azóta, hogy a legendás Bert Cameron 1983-ban megnyerte a címet az első atlétikai világbajnokságon.

## Rekordok
A versenyt megelőzően a következő rekordok voltak érvényben:
| Rekord                                                 | Versenyző és nemzetisége    | Időeredmény | Helyszín                     | Dátum                |
| ------------------------------------------------------ | --------------------------- | ----------- | ---------------------------- | -------------------- |
| Világrekord                                            | Wayde van Niekerk (RSA)     | 43,03       | Rio de Janeiro, Brazília     | 2016. augusztus 14.  |
| Világbajnoki rekord                                    | Michael Johnson (USA)       | 43,18       | Sevilla, Spanyolország       | 1999. augusztus 26.  |
| Világ legjobb idei eredménye                           | Steven Gardiner (BAH)       | 43,74       | Székesfehérvár, Magyarország | 2023. július 18.     |
| Afrika rekord                                          | Wayde van Niekerk (RSA)     | 43,03       | Rio de Janeiro, Brazília     | 2016. augusztus 14.  |
| Ázsia rekord                                           | Youssef Ahmed Masrahi (KSA) | 43,93       | Peking, Kína                 | 2015. augusztus 23.  |
| Észak-, valamint Közép-Amerika és Karibi-térség rekord | Michael Johnson (USA)       | 43,18       | Sevilla, Spanyolország       | 1999. augusztus 26.  |
| Dél-Amerika rekord                                     | Anthony José Zambrano (COL) | 43,93       | Tokió, Japán                 | 2021. augusztus 2.   |
| Európa rekord                                          | Thomas Schönlebe (GDR)      | 44,33       | Róma, Olaszország            | 1987. szeptember 3.  |
| Óceániai rekord                                        | Darren Clark (AUS)          | 44,38       | Szöul, Dél-Korea             | 1988. szeptember 26. |

## Kvalifikációs rendszer
A világbajnokságnak erre a versenyszámára 45,00 másodperces időeredménnyel lehetett automatikus kvalifikációt kivívni.

## Időbeosztás
Az események időbeosztása helyi időben (UTC+2) a következők voltak:
| Dátum         | Kezdési időpont | Kör        |
| ------------- | --------------- | ---------- |
| Augusztus 20. | 10:25           | Selejtezők |
| Augusztus 22. | 21:00           | Elődöntők  |
| Augusztus 24. | 21:35           | Döntő      |

## Eredmények
Az időeredmények másodpercben értendők. A rövidítések jelentése a következő:
| - WR: világrekord - CR: világbajnoki rekord - NR: országos rekord - PB: egyéni legjobb eredménye | - SB: 2023-ban az addigi legjobb eredménye - DNS: nem indult a futamon - DNF: nem ért célba - DQ: kizárták |

### Selejtezők
A selejtezők futamait 2023. augusztus 20-án rendezték meg, melyeken a 45 versenyzőt 5 selejtezőfutamra osztották be, mindegyikben 9 résztvevővel. Minden selejtezőfutam első 3 helyezettje ( Q ) valamint a további 6 leggyorsabb idővel rendelkező ( q ) kvalifikálta magát az elődöntőbe.
| H  | F | Név                       | Nemzet                  | E     | Mj    |
| -- | - | ------------------------- | ----------------------- | ----- | ----- |
| 1  | 3 | Håvard Bentdal Ingvaldsen | Norvégia                | 44,39 | Q, NR |
| 2  | 2 | Wayde van Niekerk         | Dél-afrikai Köztársaság | 44,57 | Q     |
| 3  | 1 | Steven Gardiner           | Bahama-szigetek         | 44,65 | Q     |
| 4  | 2 | Matthew Hudson-Smith      | Nagy-Britannia          | 44,69 | Q, SB |
| 5  | 6 | Bayapo Ndori              | Botswana                | 44,72 | Q     |
| 6  | 5 | Antonio Watson            | Jamaica                 | 44,77 | Q     |
| 7  | 1 | Kentaro Szato             | Japán                   | 44,77 | Q, NR |
| 8  | 2 | Liemarvin Bonevacia       | Hollandia               | 44,78 | Q, SB |
| 9  | 2 | Busang Kebinatshipi       | Botswana                | 44,80 | q, PB |
| 10 | 1 | Molnár Attila             | Magyarország            | 44,84 | Q, NR |
| 11 | 5 | Quincy Hall               | Egyesült Államok        | 44,86 | Q     |
| 12 | 3 | Vernon Norwood            | Egyesült Államok        | 44,87 | Q     |
| 13 | 1 | Zakithi Nene              | Dél-afrikai Köztársaság | 44,88 | q     |
| 14 | 4 | Kirani James              | Grenada                 | 44,91 | Q     |
| 15 | 6 | Alexander Doom            | Belgium                 | 44,92 | Q, PB |
| 16 | 4 | Fuga Szato                | Japán                   | 44,97 | Q, PB |
| 17 | 4 | Sean Bailey               | Jamaica                 | 44,98 | Q     |
| 18 | 1 | Michael Joseph            | Saint Lucia             | 45,04 | q     |
| 19 | 6 | Zandrion Barnes           | Jamaica                 | 45,05 | Q     |
| 20 | 4 | Davide Re                 | Olaszország             | 45,07 | q, SB |
| 21 | 5 | Juki Joseph Nakadzsima    | Japán                   | 45,15 | Q     |
| 22 | 3 | Jereem Richards           | Trinidad és Tobago      | 45,15 | Q     |
| 23 | 4 | Leungo Scotch             | Botswana                | 45,20 | q     |
| 24 | 3 | Dylan Borlée              | Belgium                 | 45,24 | q     |
| 25 | 6 | Lucas Carvalho            | Brazília                | 45,34 |       |
| 26 | 6 | Manuel Sanders            | Németország             | 45,34 |       |
| 27 | 3 | Olekszandr Pogorilko      | Ukrajna                 | 45,37 |       |
| 28 | 3 | João Coelho               | Portugália              | 45,38 |       |
| 29 | 2 | Elián Larregina           | Argentína               | 45,42 |       |
| 30 | 5 | Lythe Pillay              | Dél-afrikai Köztársaság | 45,58 |       |
| 31 | 4 | Dubem Nwachukwu           | Nigéria                 | 45,60 |       |
| 32 | 4 | Gustav Lundholm Nielsen   | Dánia                   | 45,66 | PB    |
| 33 | 5 | Lionel Spitz              | Svájc                   | 45,69 |       |
| 34 | 1 | Aruna Darshana            | Srí Lanka               | 45,70 |       |
| 35 | 1 | Bonface Ontugo Mweresa    | Kenya                   | 45,91 |       |
| 36 | 6 | Matěj Krsek               | Csehország              | 45,99 |       |
| 37 | 3 | Jonathan Jones            | Barbados                | 46,03 |       |
| 38 | 6 | Bryce Deadmon             | Egyesült Államok        | 46,20 |       |
| 39 | 5 | Karol Zalewski            | Lengyelország           | 46,53 |       |
| 40 | 5 | Christopher O'Donnell     | Írország                | 46,76 |       |
| 41 | 2 | Alonzo Russell            | Bahama-szigetek         | 46,95 |       |
|    | 5 | Desean Anju L Boyce       | Barbados                |       | DNF   |
|    | 2 | Anthony Zambrano          | Kolumbia                |       | DQ    |
|    | 4 | Carl Bengtström           | Svédország              |       | DQ    |
|    | 3 | Ricky Petrucciani         | Svájc                   |       | DNS   |

### Elődöntők
Az elődöntők futamait 2023. augusztus 22-én rendezték meg. A 24 versenyzőt 3 futamba osztották be. Minden futam első 2 helyezettje ( Q ) valamint a további 2 leggyorsabb idővel rendelkező ( q ) kvalifikálta magát a döntőbe.
| H  | F            | Név                       | Nemzet                  | E     | Mj    |
| -- | ------------ | ------------------------- | ----------------------- | ----- | ----- |
| 1  | 1            | Antonio Watson            | Jamaica                 | 44,13 | Q, PB |
| 2  | 1            | Vernon Norwood            | Egyesült Államok        | 44,26 | Q, PB |
| 3  | 2            | Matthew Hudson-Smith      | Nagy-Britannia          | 44,26 | Q, AR |
| 4  | 3            | Quincy Hall               | Egyesült Államok        | 44,43 | Q     |
| 5  | 2            | Kirani James              | Grenada                 | 44,58 | Q     |
| 6  | 1            | Wayde van Niekerk         | Dél-afrikai Köztársaság | 44,65 | q     |
| 7  | 2            | Håvard Bentdal Ingvaldsen | Norvégia                | 44,70 | q     |
| 8  | 1            | Jereem Richards           | Trinidad és Tobago      | 44,76 |       |
| 9  | 2            | Fuga Szato                | Japán                   | 44,88 | PB    |
| 10 | 3            | Sean Bailey               | Jamaica                 | 44,94 | Q     |
| 11 | 1            | Kentaro Szato             | Japán                   | 44,99 |       |
| 12 | 1            | Molnár Attila             | Magyarország            | 45,02 |       |
| 13 | 3            | Juki Joseph Nakadzsima    | Japán                   | 45,04 | PB    |
| 14 | 2            | Liemarvin Bonevacia       | Hollandia               | 45,23 |       |
| 15 | 3            | Davide Re                 | Olaszország             | 45,29 |       |
| 16 | 2            | Zandrion Barnes           | Jamaica                 | 45,38 |       |
| 17 | 1            | Michael Joseph            | Saint Lucia             | 45,50 |       |
| 18 | 3            | Alexander Doom            | Belgium                 | 45,57 |       |
| 19 | 2            | Dylan Borlée              | Belgium                 | 45,59 |       |
| 20 | 3            | Zakithi Nene              | Dél-afrikai Köztársaság | 45,64 |       |
| 21 | 1            | Leungo Scotch             | Botswana                | 45,96 |       |
| 22 | 2            | Busang Kebinatshipi       | Botswana                | 46,39 |       |
|    | 3            | Steven Gardiner           | Bahama-szigetek         |       | DNF   |
| 3  | Bayapo Ndori | Botswana                  |                         |       | DNF   |

### Döntő
A döntőt 2023. augusztus 24-én 21:35-kor rendezték meg.
| H | P | Név                       | Nemzet                  | E     | Mj |
| - | - | ------------------------- | ----------------------- | ----- | -- |
| 1 | 7 | Antonio Watson            | Jamaica                 | 44,22 |    |
| 2 | 5 | Matthew Hudson-Smith      | Nagy-Britannia          | 44,31 |    |
| 3 | 6 | Quincy Hall               | Egyesült Államok        | 44,37 | PB |
| 4 | 8 | Vernon Norwood            | Egyesült Államok        | 44,39 |    |
| 5 | 9 | Sean Bailey               | Jamaica                 | 44,96 |    |
| 6 | 3 | Håvard Bentdal Ingvaldsen | Norvégia                | 45,08 |    |
| 7 | 2 | Wayde van Niekerk         | Dél-afrikai Köztársaság | 45,11 |    |
|   | 4 | Kirani James              | Grenada                 | DQ    |    |